# Anastasiia Krapivina
Anastasiia Sergeevna Krapivina (em russo:  Анастасия Сергеевна Крапивина; Lipetsk, 12 de novembro de 1994) é uma maratonista aquática russa.

## Carreira

### Rio 2016
Krapivina competiu nos 10 km feminino nos Jogos Olímpicos de Verão de 2016, ficando na oitava colocação.